# معركة لوكاس بيند
معركة لوكاس بيند (بالإنجليزية: Battle of Lucas Bend) هي معركة وقعت في 11 يناير 1862 بالقرب من ليسيس بيند، على بعد أربعة أميال شمال كولومبوس على نهر المسيسيبي في ولاية كنتاكي ، حيث كانت تتحكم في وقت الحرب الأهلية الأمريكية. في شبكة أنهار ميسيسيبي وتينيسي وأوهايو، سعت الزوارق النهرية لقوات الاتحاد تحت قيادة أندرو هال فوت والجنرال يوليسيس غرانت إلى التسلل إلى مواقع الكونفدرالية ومهاجمتها في تينيسي. في يوم المعركة، اشتبك زوارق الاتحاد المسميان إيسيكس وسانت لويس ، التي كانت تنقل القوات إلى أسفل المسيسيبي، مع سفن حربية من الكونفدرالية وهي جنرال بولك وإيفي وجاكسون اثناء نقلها للاسلحة من نيو أورليانز منحنى يعرف باسم لوكاس بيند في كنتاكي. . أجبرت إسكس ، بقيادة القائد ويليام دي بورتر، وسانت لويس ، سفن الكونفدرالية على التراجع بعد ساعة من المناوشات التي أصيب خلالها قائد الاتحاد وتراجعت إلى الامان تحت حماية بطارية الكونفدرالية القريبة في كولومبوس، حيث لا يمكن للسفن الاتحاد المتابعة.

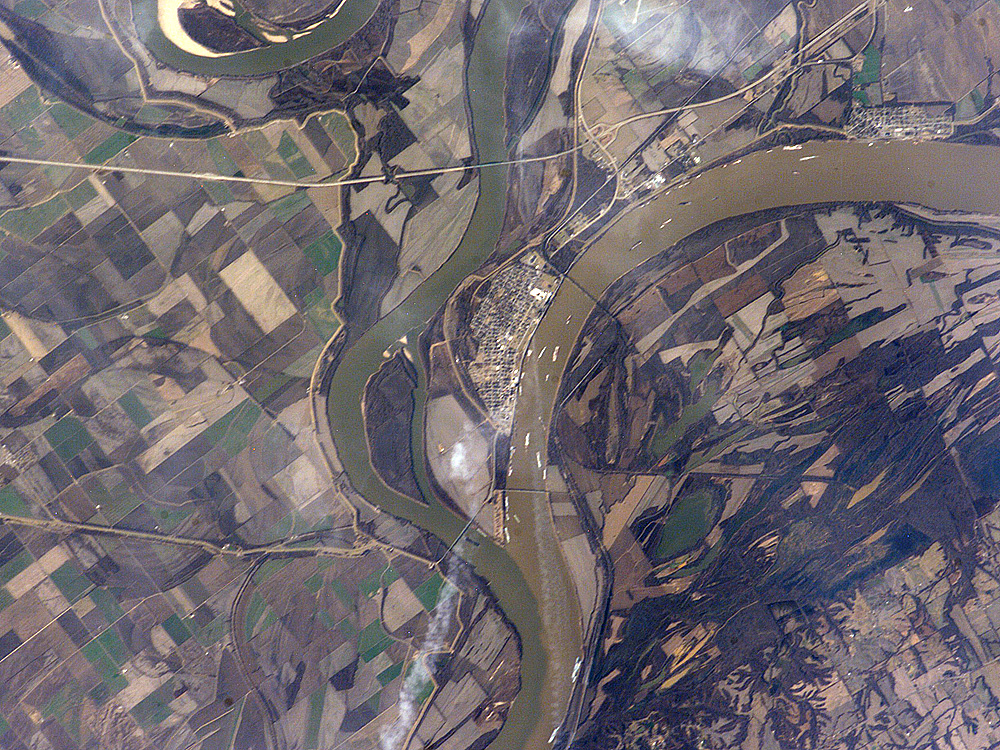
القاهرة ، إلينوي ، كما يُرى من الفضاء عند التقاء نهري المسيسيبي وأوهايو.

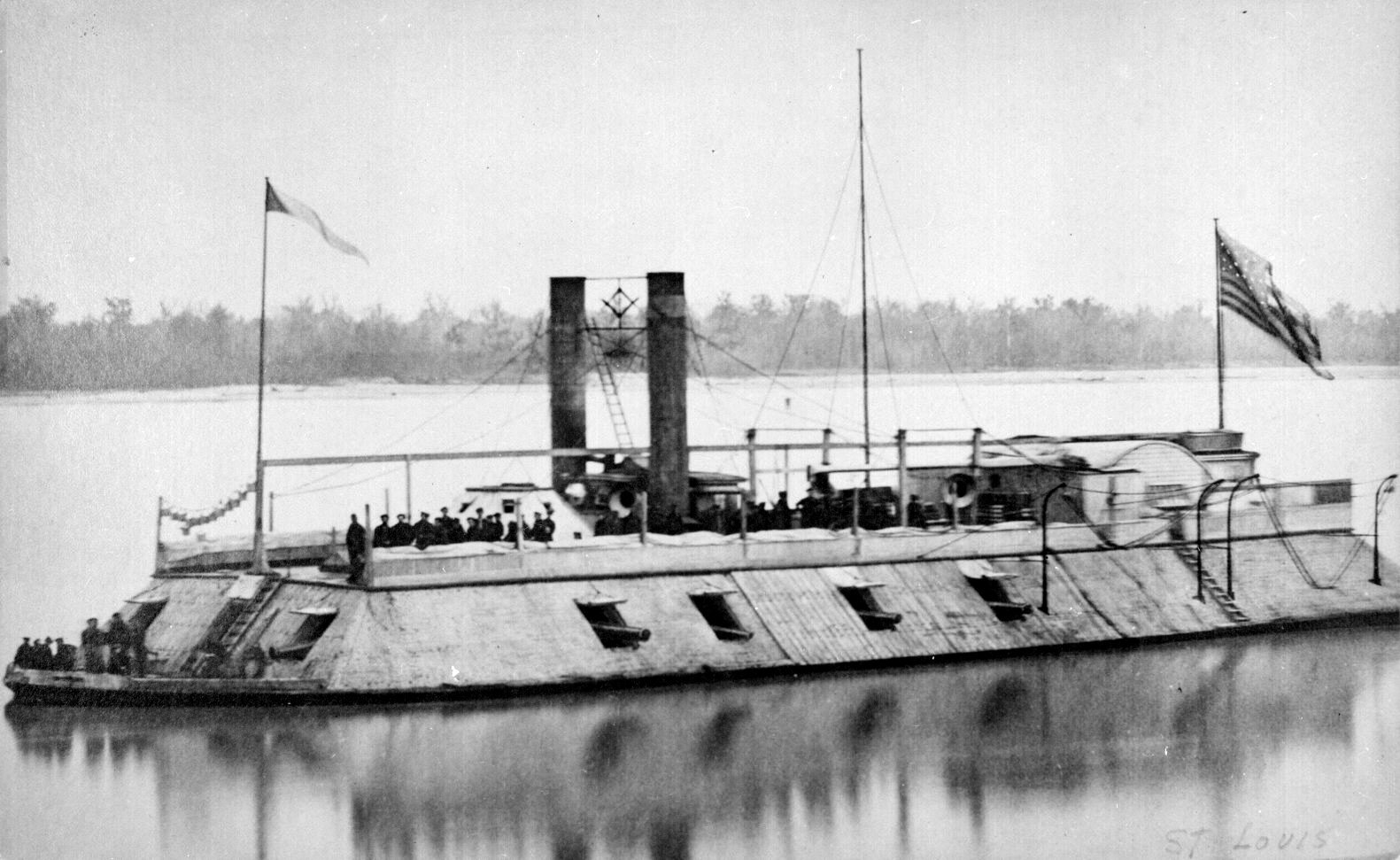
وكانت يو إس إس بارون ديكالب ، سابقا يو اس اس سانت لويس ، قد كلف قبل أيام فقط من الاشتباك.